# Trotinette (vêtements)
 (décembre 2024).
Trotinette est une marque française de prêt-à-porter haut de gamme pour enfants fondée en 1979[réf. nécessaire] à Cholet par Jean Pierre Bretaudeau.
Diffusée en France, en Allemagne, en Italie, aux États-Unis et au Japon, Trotinette s'inspire de l’actualité, des faits de société, l’art et la musique. Elle se distingue par ses coupes, les matériaux et le respect des standards du prêt-à-porter haut de gamme dans le vêtement d'enfant.

## Histoire
La marque Trotinette est fondée en 1978 à Cholet par Jean Pierre Bretaudeau un styliste originaire de Cholet qui débuta en 1971 chez New Man.
Trotinette s'inscrit dans le début des années 1980, période marquée d'un essor créatif avec l'arrivée de nouveaux talents tels les stylistes japonais (Issey Miyake, Rei Kawakubo chez Comme des Garçons) qui imposent une vision différente du corps et du vêtements mais aussi d'une jeunesse créative émergente en France avec les stylistes Jean-Paul Gaultier ou Marithé et Francois Girbaud.
Inspirée par un esprit de liberté et d’impertinence rarement utilisé dans le vêtement d'enfants dans les années 1980, la marque mêle l'humour au sujet d'actualité (Collection « Murmure de Berlin »), l'Art (Collection « La Danse de Matisse ») mais aussi un travail sur les formes (Collection « Japon Grunge ». L'objectif n'est plus de proposer des collections pastelles aux enfants mais « les histoires des adultes dans une version qu'ils aiment ».
Deux collections sont réalisées par an, chacune étant composée de cinq à six histoires, destinés aux filles et aux garçons. La marque proposait des collections de 0 à 16 ans avec une concentration des ventes sur les segments allant de 12-18 mois à 3 ans. Tout en mêlant une recherche artistique dans ses collections la marque se différencie dans sa communication, Elle collabore avec des artistes et photographes tel H.Ross Feltus.
Trotinette subit un premier revers lorsqu'elle perd en 1996 son contrat de licence au Japon avec la société Mikki à la suite du boycott de sociétés françaises liées aux essais nucléaires de la France dans le Pacifique, elle perd alors 7 millions de francs soit plus de 12 % de son chiffre d'affaires ; par ailleurs, son style, qui fait de moins en moins écho au milieu des années 1990, s'arrête en 1997.

## Données financières
Le chiffre d'affaires progresse de 85 % entre 1986 et 1987 (cinquante millions de francs contre 27 millions en 1986) puis stagne en 1990 aux alentours de 60 millions de francs dont 60 % est réalisé à l'etranger.